# Море Ясности
Мо́ре Я́сности (лат. Mare Serenitatis) — лунное море (тёмная лавовая равнина) ударного происхождения, расположенное на видимой стороне Луны.
Название этого моря (как и многих других морей в восточной части видимого полушария Луны) связано с хорошей погодой и было введено астрономом Джованни Риччоли.

## Описание
Диаметр Моря Ясности — около 700 км. Оно примечательно контрастными цветами лавы. По внешнему краю расположено кольцо тёмных базальтов, простирающиеся на юго-востоке к соседнему Морю Спокойствия. На востоке расположен кратер Посидоний. Центр моря пересекает светлый луч, берущий начало от кратера Тихо. В восточной части моря находится совокупность нескольких гряд (Никола, Листера, Смирнова) и безымянного северного участка. Данное образование имеет неофициальное название Змеиный хребет и является интересным объектом для любителей астрономии. Самый крупный кратер в Море Ясности — кратер Бессель диаметром 16 км, располагающийся в южной центральной части моря.

## Исследование
Море Ясности посещалось экипажем «Аполлона-17», а также станцией «Луна-21», которая прилунилась в южной части кратера Лемонье, расположенного на восточной окраине Моря Ясности южнее Посидония, и доставила на поверхность «Луноход-2». Этот самоходный аппарат перемещался по лунной поверхности четыре месяца, проводя съёмку фотопанорам местности, магнитометрические измерения и рентгено-флюоресцентный анализ грунта переходной зоны между морским и материковым районом.

## Маскон в Море Ясности
В Море Ясности обнаружен маскон — крупная положительная гравитационная аномалия. На приведенном графике верхний сегмент представляет топографию моря — ровный низкий район. Нижний сегмент показывает изменение силы тяжести. Пик в центре — маскон.

## В культуре
- В районе Моря Ясности проходили космические экспедиции из романа-сказки Николая Носова «Незнайка на Луне».

- Имя принцессы Серенити из манги и аниме про Сейлор Мун происходит от Mare Serenitatis (латинское название лунного моря Ясности).